# Silvan Widmer
Silvan Dominic Widmer (* 5. března 1993) je švýcarský profesionální fotbalista, který hraje na pozici pravého obránce za bundesligový klub 1. FSV Mainz 05 a švýcarský národní tým.

## Klubová kariéra
Widmer začal svou hráčskou kariéru v SV Würenlos a FC Baden, než se přesunul do FC Aarau, kde stoupal v mládežnických řadách a brzy hrál pravidelně za rezervní tým Aarau. V lize debutoval 23. července 2011 proti FC Winterthur. Svůj první gól ve švýcarské Challenge League vstřelil 21. listopadu 2011 při domácí remíze 2:2 proti FC St. Gallen.
V létě 2012 podepsal smlouvu s Udinese, ale v Aarau zůstal i v sezóně 2012/13.
Dne 12. července 2018 podepsal Widmer smlouvu s Basilejí za klubový rekord 5,5 milionu eur.
Pod trenérem Marcelem Kollerem vyhrála Basilej v sezóně 2018/19 Švýcarský pohár. V prvním kole Basilej porazila FC Montlingen 3:0, ve druhém kole Echallens Région 7:2 a v osmifinále Winterthur 1:0. Ve čtvrtfinále porazili Sion 4:2 po prodloužení a v semifinále Curych 3:1. Všechny tyto zápasy byly odehrány na venkovním hřišti. Finále se konalo 19. května 2019 na Stade de Suisse v Bernu proti Thunu. Za Basilej vstřelil první gól útočník Albian Ajeti, Fabian Frei vsítil druhý, poté Dejan Sorgić vsítil gól za Thun, ale konečný výsledek byl 2:1 pro Basilej. Widmer nastoupil v pěti pohárových zápasech a vstřelil jeden gól, což byl vítězný gól v zápase proti Winterthuru.
Widmer přestoupil do bundesligového klubu 1. FSV Mainz 05 v červenci 2021, po dohodě o tříleté smlouvě.

## Reprezentační kariéra
Widmer byl švýcarský mládežnický reprezentant, který hrál na úrovni U19 a U21.
V seniorské reprezentaci debutoval 12. října 2014 v zápase skupiny E kvalifikace na Euro 2016 proti San Marinu jako náhradník za Stephana Lichtsteinera v 59. minutě.
Widmer vstřelil svůj první reprezentační gól za Švýcarsko 6. září 2020 při remíze 1:1 v Lize národů UEFA proti Německu.
V roce 2021 byl povolán do národního týmu pro Mistrovství Evropy ve fotbale 2020.

### Reprezentační góly
Platí k zápasu hranému 28. března 2023. Skóre a výsledky Švýcarska jsou vždy zapsány jako první. Góly Silvana Widmera jsou zvýrazněny.
| Gól | Datum              | Místo                              | Zápas | Soupeř  | Skóre | Výsledek | Soutěž                                            |
| --- | ------------------ | ---------------------------------- | ----- | ------- | ----- | -------- | ------------------------------------------------- |
| 1.  | 6. září 2020       | St. Jakob-Park, Basilej, Švýcarsko | 10.   | Německo | 1:1   | 1:1      | Liga národů UEFA 2020/2021                        |
| 2.  | 12. listopadu 2021 | Stadio Olimpico, Řím, Itálie       | 26.   | Itálie  | 1:0   | 1:1      | Kvalifikace na Mistrovství světa ve fotbale 2022  |
| 3.  | 28. března 2023    | Stade de Genève, Ženeva, Švýcarsko | 39.   | Izrael  | 3:0   | 3:0      | Kvalifikace na Mistrovství Evropy ve fotbale 2024 |